# On the Way to Wonderland
On the Way to Wonderland è il primo album in studio del gruppo rock finlandese Sunrise Avenue, pubblicato nel 2006.

## Tracce
1. Choose to Be Me
2. Forever Yours
3. All Because of You
4. Fairytale Gone Bad
5. Diamonds
6. Heal Me
7. It Ain't the Way
8. Make It Go Away
9. Destiny
10. Sunny Day
11. Only
12. Into the Blue
13. Romeo
14. Fight 'Til Dying
15. Wonderland

## Formazione
- Jukka Backlund - tastiere, cori
- Samu Haber - chitarra, voce
- Sami Osala - batteria
- Raul Ruutu - basso, cori
- Janne Kärkkäinen - chitarra, cori